# Xavier Navarrot
Jean-François Xavier Navarrot (Xavièr Navarròt, selon la norme classique), né le 24 février 1799 à Oloron et mort le 23 décembre 1862, est un écrivain béarnais de langue occitane (dans sa variante béarnaise-gasconne), auteur de chansons dans le style de Pierre-Jean de Béranger avec qui il fut en relation.

## Biographie
Xavier Navarrot est né à Oloron le 25 février 1799 dans un milieu bourgeois : son père Emmanuel, était négociant, issu d'une famille de négociants et, avait amassé un petit capital et du patrimoine foncier comme marchand de laine. Et sa mère, Marie Anne Sartholou, était fille de propriétaires fonciers à Oloron et Lucq-de-Béarn. Xavier fit ses études primaires à Oloron, ses études secondaires à Pau puis à Toulouse et enfin son droit à Paris ; là, selon Robert Darrigrand, « que'u plasèn mèi las tavèrnas que non pas los bancs de la Facultat. [les tavernes l'attirèrent davantage que les bancs de la Faculté] ; il dut s'y reprendre pour défendre sa thèse et écrivit en français :

« Un dépit m'a rendu poète...

Le besoin de montrer la dent

Donne de l'esprit au plus bête ;

Moi j'eus à fronder un pédant.

La rime vient sans qu'on y pense

Lorsqu'on hait ou qu'on aime bien ; 

Or j'en fis l'essai par vengeance.

Et je m'en pris à mon doyen. »

Lauréat, il rentra en Béarn en 1820, pour retourner à Paris étudier la médecine. Il fit alors la connaissance de Pierre-Jean de Béranger.

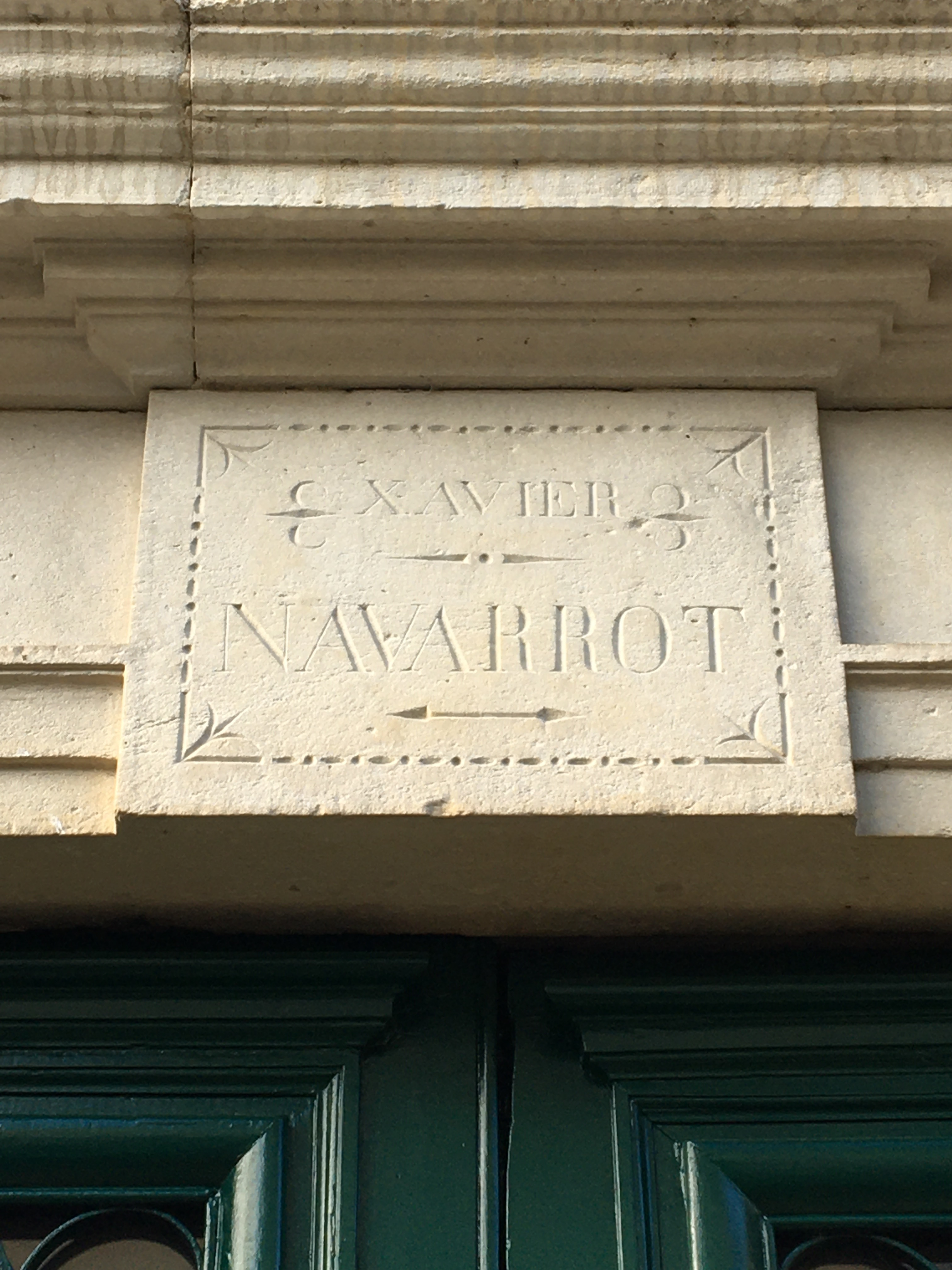
Plaque de dessus de porte de la maison Xavier Navarrot à Oloron-Sainte-Marie

Il rentra ensuite définitivement en Béarn en 1830 pour vivre de ses rentes et s'installa dans la maison Sartholou de son enfance (venant de la famille maternelle), située 51 rue Camou à Oloron, appelée maison Xavier Navarrot (comme l'indique la plaque gravée sur le linteau au dessus de la porte). Il y résidera jusqu'à la fin de sa vie, partageant son temps entre cette maison et sa maison de campagne, son « ermitage », de Passama à Lucq-de-Béarn, où il mourut le 24 décembre 1862. Il fut enterré dans le cimetière de Lucq-de-Béarn.
La maison Xavier-Navarrot est située 51, rue Camou, anciennement rue Vie-Dessus, au cœur du quartier de commerçants et négociants qui s'est développé au XVIIe siècle, âge d'or de la ville. Cette maison date du début du XVIIe siècle, conservant notamment un magnifique escalier de la fin du XVIIème. La maison, notamment la façade dans son état actuel néo-classique, a été remaniée au XIXe siècle pour répondre au nouvel art de vivre de la bourgeoisie locale. 

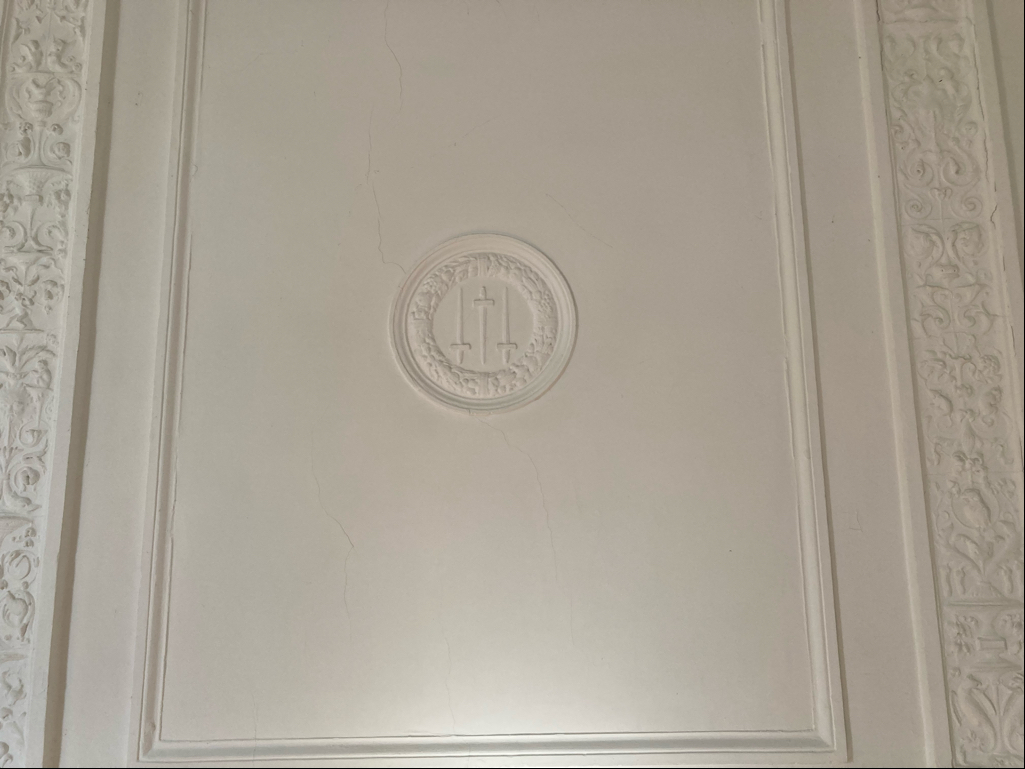

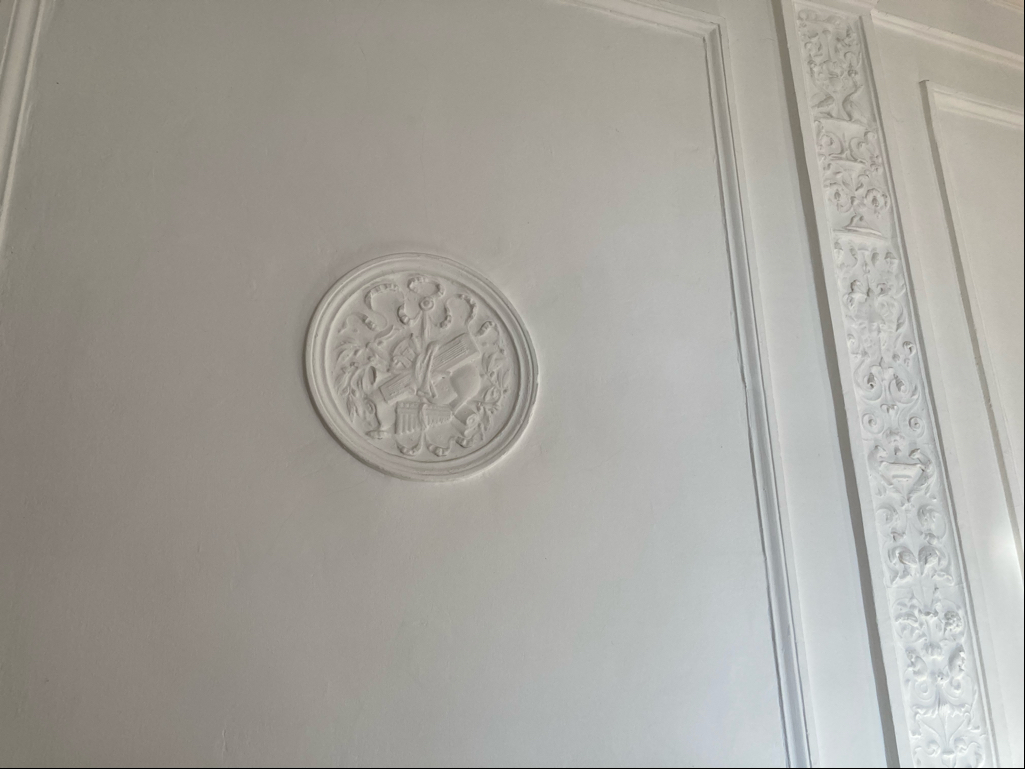

En 1840, Xavier Navarrot profita de la construction et de la décoration de l'obélisque d'Accous, en hommage au poète Cyprien Despourrins qu'il vénérait et pour lesquelles il organisa la collecte de fonds, pour rendre aussi un hommage personnel à Despourrins dans sa propre maison de la rue Camou. Il y fit décorer par Prosper Piquenot son salon-salle à manger, dit salon Navarrot, avec les mêmes bas-reliefs que ceux sculptés sur la colonne d'Accous, sur deux panneaux muraux. L'un des bas-reliefs représente les armoiries de Despourrins et l'autre, les instruments de musique de la vallée d'Aspe. Le célèbre ébéniste sculpteur Prosper Piquenot, sculpteur en titre des châteaux d'Abbadia (son oeuvre y est considérable comme décrit dans le livre de Viviane Delpech "Abbadia") et de Pau, agrémenta aussi tous les murs de ce salon avec des  bas-reliefs de frises sculptées, reprises sur celles qu'il avaient réalisées dans le grand salon du château de Pau.  Xavier Navarrot fit également aménager dans la pièce adjacente un salon de musique, dont le plafond est également décoré de sculptures menuisées.
Un buste de bronze érigé par les félibres lui est dédié à Oloron-Sainte-Marie.

## Poésie béarnaise
Sa poésie et souvent humoristique et politique bien qu'elle soit parfois simplement lyrique quand il s'agit de chanter le Béarn. C'est le cas en particulier dans ce poème qui fut mis en musique plus d'un siècle plus tard par le chanteur de variété français d'origine béarnaise Marcel Amont :

### Auloron[4]
« Que n'èran au Tilhet ; l'arrajòu que hissava,

Per ací, per aquiu, las brumas esquiçava ;

I, com avè plavut sus los tèits d'Auloron,

Que'us hasè flambejar de tota sa claror.

La cajòla qui brilha au som deu seminari,

Semblava lo fanal d'aqueth gran luminari ; 

I lo vielh Senta-Crotz qu'alongava la tor

De son clochèr pelat com lo còth d'un Vautor . »

## A Desporrins
| Béarnais (édition de d'Émile Vignancour, 1860) | Béarnais (norme classique de l'occitan) | Français |
| --- | --- | -------- |
| A Despourrins Lous diüs dé temps passat, coum lou hilh dé Marie Si touts nou badèn pas en quaüqu'en escuderie, Aü raz deüs Boueüs, deüs agnets, deüs moutous ; Coum lou Diou dé bertat, si lous diüs dé la fable, Si touts nou badèn pas en quaüqu'estable, Qu'aüques-us qué badèn pastous. <clr> Ataü tu quan badous aü pé deü mount dé Pouey, Cyprien, aü bèt miey d'û pailhat dé flourettes, Leü qué passés aü bras dé noustes pastourettes, Y courounat de flous, per éres bajoulat, | Los dius de temps passat, com lo hilh de Maria Si tots non vadèn pas en quauq'escuderia, Au ras deus Bueus, deus anhets, deus motons ; Com lo Diu de vertat, si los dius de la fable, Si tots non vadèn pas en quauqu'establa, Quauques uns que vadèn pastors. ' | '        |

### Éditions de Xavier Navarrot
- Navarrot, Xavier. Estrées Béarnéses en ta l'an 1820. Pau : Vignancourt, 1820.
- Navarrot, Xavier. Dialogue entré Moussu Matheü, l'Electou, y Jean de Mingequannas, lou Bouhèmi. Pau, 1838.
- Navarrot, Xavier. Nouvelles étrennes béarnaises pour l'année 1847. Pau : Véronèse, 1846.
- Navarrot, Xavier. À Messieurs les jurés. Pau : Thonnet, 1850.
- Lespy, Vastin, Chansons de Xavier Navarrot, Pau, Véronèse, 1868, 323 p. (lire en ligne)
- Le Chansonnier d'Oloron, Navarrot : choix de chansons de Navarrot, Pau, Impr. Garet, 1890, 95 p. (lire en ligne)
- Camelat, Michel. Obres. Samatan : Éditorial Occitan, 1924.